# Master of Puppets
| Recensione                       | Giudizio       |
| -------------------------------- | -------------- |
| AllMusic                         |                |
| Chicago Tribune                  |                |
| Collector's Guide to Heavy Metal | 10/10          |
| Encyclopedia of Popular Music    |                |
| Kerrang!                         |                |
| MusicHound Rock                  |                |
| Ondarock                         | Pietra miliare |
| Pitchfork                        | 10/10          |
| Robert Christgau                 | B−             |
| The Great Rock Discography       | 9/10           |
| The Rolling Stone Album Guide    |                |
| Piero Scaruffi                   | 8/10           |

Master of Puppets è il terzo album in studio del gruppo musicale statunitense Metallica, pubblicato il 3 marzo 1986 dalla Elektra Records e il 7 dello stesso mese dalla Music for Nations.
Il disco si posizionò alla posizione 29 nella Billboard 200 e divenne il primo album dei Metallica a superare le 500 000 copie. Nel 2003 l'album è stato certificato sei volte disco di platino dalla RIAA per aver venduto oltre sei milioni di copie negli Stati Uniti d'America. Prima dell'inizio dell'era SoundScan nel 1991, Master of Puppets ha venduto 4 578 000 copie. Nel 2016 è stato inserito nella National Recording Registry dalla Biblioteca del Congresso degli Stati Uniti d'America in quanto «culturalmente, storicamente, ed esteticamente significativo».
Nel giugno 2017 la rivista Rolling Stone ha collocato l'album al secondo posto tra i 100 migliori album metal di tutti i tempi, dietro soltanto a Paranoid dei Black Sabbath.

## Descrizione
Grazie alle doti compositive dei singoli componenti del gruppo, l'album riesce a ritagliarsi un posto di prima grandezza nel mondo del thrash metal; dalla maggior parte della critica specializzata viene considerato come il miglior album del gruppo, nonché uno dei più riusciti dischi heavy metal di sempre. Come riportò il frontman James Hetfield in varie interviste, venne data una grande attenzione allo spessore e alla potenza del suono delle chitarre, caratteristiche che con il tempo divennero uno dei punti di riferimento per il thrash e non solo; inoltre, il sound innovativo e le strutture musicali delle canzoni presenti in Master of Puppets furono precursori del sottogenere progressive metal, che sarebbe poi esploso negli anni a venire.
Dall'album è stato estratto il singolo omonimo, pubblicato esclusivamente in Francia. Nel disco è presente il brano strumentale Orion, contenente un assolo del bassista Cliff Burton e una delle ultime canzoni da lui composte, prima della sua scomparsa avvenuta nel 1986.
Il 10 novembre 2017 il gruppo ha ripubblicato l'album in edizione rimasterizzata e presentata in varie edizioni, tra cui una deluxe comprensiva di concerti inediti, interviste e demo.

### Registrazione
I Metallica erano motivati a creare un album che avrebbe impressionato critici e fan e cominciarono a scrivere nuovo materiale a metà del 1985. Il cantante e chitarrista James Hetfield e il batterista Lars Ulrich svilupparono le prime idee presso un garage situato a El Cerrito, prima di invitare il bassista Cliff Burton e il chitarrista Kirk Hammett per le sessioni in studio. Hetfield e Ulrich descrissero così il processo creativo: «Riff di chitarra, assemblati e riassemblati fino a quando cominciano a sembrare dei brani. Dopodiché la band se ne usciva con il titolo e la tematica e Hetfield scriveva il testo».
Non ritenendosi soddisfatti dell'acustica degli studi di registrazione statunitensi che avevano preso in considerazione, il gruppo si spostò in Danimarca, dove Ulrich prese lezioni di batteria e Hammett lavorò con Joe Satriani per imparare a registrare in modo più efficiente. Ulrich era in trattativa con Geddy Lee per la produzione dell'album ma la collaborazione non si concretizzò mai. I Metallica si rivolsero pertanto a Flemming Rasmussen e registrarono il materiale presso gli Sweet Silence Studios di Copenaghen tra 1º settembre e il 27 dicembre 1985. La composizione di tutti i brani tranne Orion e The Thing That Should Not Be fu completata prima dell'arrivo della band a Copenaghen. Rasmussen dichiarò che la band portò dei nastri demo quasi completi e furono apportate solo lievi modifiche alle composizioni in studio. Nel gennaio 1986 i Metallica e Rasmussen inviarono le registrazioni multitraccia a Michael Wagener, che terminò il missaggio dell'album.
A posteriori, Hammett ha ricordato che il gruppo stava «solo facendo un altro album» all'epoca e «non aveva idea dell'impatto che avrebbe avuto». Ha anche detto che il gruppo stava «decisamente raggiungendo l'apice» in quel momento e che l'album aveva «il suono di una band davvero gelificante, che impara davvero a lavorare bene insieme».

### Copertina
Il design della copertina fu ideato dai Metallica e da Peter Mensch e l'illustrazione fu dipinta da Don Brautigam. Raffigura un campo cimiteriale di croci bianche legate a corde, manipolate da un paio di mani in un cielo rosso sangue. Ulrich ha spiegato che l'artwork riassumeva il contenuto dei testi dell'album: le persone vengono manipolate inconsciamente. Nel 2008 l'artwork originale è stato venduto al Rockefeller Plaza di New York per 28 000 dollari.

## Promozione
I Metallica optarono per dei tour prolungati piuttosto che pubblicare un singolo o un video per promuovere l'album. Il Damage, Inc. Tour cominciò nel marzo 1986 e il gruppo trascorse i mesi fino ad agosto come gruppo di apertura dei concerti di Ozzy Osbourne negli Stati Uniti. Durante i soundcheck il gruppo suonava vari riff di brani della precedente band di Osbourne, i Black Sabbath, cosa che Osbourne percepì come una presa in giro. Ulrich, tuttavia, dichiarò che i Metallica erano onorati di suonare con Osbourne, che trattò bene i membri del gruppo nel corso del tour. I Metallica furono notati dai media per la loro eccessiva propensione per l'alcol e si guadagnarono il soprannome di Alcoholica. Durante i concerti, i membri della band iniziarono ad indossare occasionalmente delle ironiche magliette con la scritta "Alcoholica/Drank 'Em All".
Normalmente la band suonava un set di 45 minuti, seguiti da un bis. Secondo Ulrich, il pubblico delle grandi città conosceva già la musica dei Metallica, mentre nei piccoli centri erano praticamente sconosciuti: «Nei mercati di serie B, le persone non sanno davvero di cosa stiamo parlando. Ma dopo 45 o 50 minuti possiamo dire che li abbiamo conquistati. E i fan che vengono ad ascoltare Ozzy, tornano a casa che gli piacciono i Metallica». I Metallica conquistarono non solo i fan di Osbourne, ma riuscirono anche lentamente a crearsi un seguito nel mainstream. Hetfield si ruppe un polso a metà del tour cadendo dallo skateboard e fu sostituito da John Marshall alla chitarra ritmica in alcune date.
La parte europea della tournée cominciò a settembre, con gli Anthrax come gruppo di supporto. La mattina dopo il concerto del 26 settembre a Stoccolma, il tour bus della band ebbe un incidente e finì fuori strada; Burton volò da un finestrino e morì sul colpo. L'autista del bus dichiarò di aver colpito un ostacolo sull'asfalto, ma altri credevano che fosse ubriaco o si fosse addormentato al volante. L'autista è stato accusato di omicidio colposo ma non è stato condannato. La band tornò a San Francisco ed assunse Jason Newsted come nuovo bassista.

## Tracce

### Edizione standard
1. Battery – 5:12 (James Hetfield, Lars Ulrich)
2. Master of Puppets – 8:35 (James Hetfield, Lars Ulrich, Cliff Burton, Kirk Hammett)
3. The Thing That Should Not Be – 6:36 (James Hetfield, Lars Ulrich, Kirk Hammett)
4. Welcome Home (Sanitarium) – 6:27 (James Hetfield, Lars Ulrich, Kirk Hammett)
5. Disposable Heroes – 8:16 (James Hetfield, Lars Ulrich, Kirk Hammett)
6. Leper Messiah – 5:40 (James Hetfield, Lars Ulrich)
7. Orion – 8:27 (James Hetfield, Lars Ulrich, Cliff Burton)
8. Damage, Inc. – 5:32 (James Hetfield, Lars Ulrich, Cliff Burton, Kirk Hammett)

Tracce bonus nell'edizione di iTunes
1. Battery (Live) – 4:53 (James Hetfield, Lars Ulrich)
2. The Thing That Should Not Be (Live) – 7:02 (James Hetfield, Lars Ulrich, Kirk Hammett)

### Edizione deluxe
CD 1 – Master of Puppets (Remastered)
1. Battery – 5:12
2. Master of Puppets – 8:35
3. The Thing That Should Not Be – 6:36
4. Welcome Home (Sanitarium) – 6:27
5. Disposable Heroes – 8:16
6. Leper Messiah – 5:40
7. Orion – 8:27
8. Damage, Inc. – 5:32

CD 2 – Riffs, Demos, Rough Mixes & Interviews
1. Battery (Early June 1985 Demo) – 4:42
2. Master of Puppets (Late June 1985 Demo) – 8:21
3. The Thing That Should Not Be (September 1985 Drum Room Demo) – 6:22
4. Welcome Home (Sanitarium) (Late June 1985 Demo) – 9:02
5. Disposable Heroes (May 1985, Writing in Progress II) – 5:42
6. Leper Messiah (1985, from James' Riff Tapes II) – 0:56
7. Orion (November 1985, Work in Progress Rough Mix) – 8:23
8. Damage, Inc. (1985, from James' Riff Tapes) – 1:55
9. The Money Will Roll Right In (Work in Progress Rough Mix) – 2:58 – originariamente interpretata dai Fang
10. The Prince (Work in Progress Rough Mix) – 4:50 – originariamente interpretata dai Diamond Head
11. Metal Madness Magazine Interview with Cliff – 19:30

CD 3 – Live from the Damage, Inc. Tour
1. Battery (Live at The Meadowlands, East Rutherford, NJ - April 21st, 1986) – 4:40
2. Master of Puppets (Live at The Meadowlands, East Rutherford, NJ - April 21st, 1986) – 8:25
3. For Whom the Bell Tolls (Live at Hampton Coliseum, Hampton, VA - August 3rd, 1986) – 5:15
4. Ride the Lightning (Live at Grugahalle, Essen, West Germany - January 25th, 1987) – 6:16
5. Welcome Home (Sanitarium) (Live at The Country Club, Reseda, CA - November 8th, 1986) – 6:00
6. The Thing That Should Not Be (Live at the Aragon Ballroom, Chicago, IL - May 25th, 1986) – 6:16
7. (Anesthesia) - Pulling Teeth (Live at the Aragon Ballroom, Chicago, IL - May 25th, 1986) – 2:58
8. Damage, Inc. (Live at the Aragon Ballroom, Chicago, IL - May 25th, 1986) – 4:07
9. Fade to Black (Fan Recording - Live at Solnahallen, Stockholm, Sweden - September 26th, 1986) – 6:33
10. Seek & Destroy (Live at The Country Club, Reseda, CA - November 8th, 1986) – 6:18
11. Creeping Death (Live at the Aragon Ballroom, Chicago, IL - May 25th, 1986) – 6:03
12. The Four Horsemen (Live at Grugahalle, Essen, West Germany - January 25th, 1987) – 5:01
13. Am I Evil? (Live at Hampton Coliseum, Hampton, VA - August 3rd, 1986) – 3:38 – originariamente interpretata dai Diamond Head
14. Whiplash (Live at the Aragon Ballroom, Chicago, IL - May 25th, 1986) – 4:44

### Edizione box set
LP – Live at the Aragon Ballroom, Chicago, IL - May 25th, 1986
- Lato A

1. Battery – 3:54
2. Master of Puppets – 8:18
3. For Whom the Bell Tolls – 4:22

- Lato B

1. Welcome Home (Sanitarium) – 7:12
2. The Thing That Should Not Be – 6:15
3. (Anesthesia) - Pulling Teeth – 2:57
4. Damage, Inc. – 4:14

- Lato C

1. Fade to Black – 7:01
2. Seek & Destroy – 7:22
3. Creeping Death – 6:20

- Lato D

1. The Four Horsemen – 5:23
2. Guitar Solo – 3:12
3. Am I Evil? – 3:42
4. Whiplash – 4:44

CD – Metallica Interviews
- CD 1

1. Metal Forces Magazine Interview with Lars – 40:57
2. Interview with Cliff – 18:34
3. Metal Madness Magazine Interview with Cliff – 19:30

- CD 2

1. WYSP Philadelphia "Metal Shop" Radio Interview with Lars & James – 14:07
2. Sounds Magazine Interview with Kirk, Cliff & Lars – 50:41
3. Swedish Radio "Rockbox" Interview with Lars – 5:53
4. Swedish Radio "Rockbox" Interview with Lars & Jason – 4:11

CD – Rough Mixes from the Vault
1. Battery (October 1985, Work in Progress Rough Mix) – 5:11
2. Master of Puppets (November 1985, Work in Progress Rough Mix) – 8:44
3. The Thing That Should Not Be (December 1985, Work in Progress Rough Mix) – 6:21
4. Welcome Home (Sanitarium) (November 1985, Work in Progress Rough Mix) – 6:29
5. Disposable Heroes (November 1985, Work in Progress Rough Mix) – 8:26
6. Leper Messiah (December 1985, Work in Progress Rough Mix) – 5:45
7. Orion (November 1985, Work in Progress Rough Mix) – 8:21
8. Damage, Inc. (October 1985, Work in Progress Rough Mix) – 4:14
9. The Money Will Roll Right In (Work in Progress Rough Mix) – 2:57
10. The Prince (Work in Progress Rough Mix) – 4:46

CD – Riffs, Demos & Outtakes from Lars' & James' Vaults
- CD 1

1. Battery (1985, from James' Riff Tapes) – 0:16
2. Battery (1985, from James' Riff Tapes II) – 1:07
3. Master of Puppets (1985, from Kirk's Riff Tapes) – 0:37
4. Master of Puppets (1985, from James' Riff Tapes) – 1:40
5. Master of Puppets (1985, from James' Riff Tapes II) – 0:29
6. The Thing That Should Not Be (1985, from James' Riff Tapes) – 0:35
7. Welcome Home (Sanitarium) (1985, from James' Riff Tapes) – 2:07
8. Welcome Home (Sanitarium) (1985, from James' Riff Tapes II) – 1:58
9. Disposable Heroes (1985, from Kirk's Riff Tapes) – 1:27
10. Disposable Heroes (1985, from James' Riff Tapes) – 0:32
11. Leper Messiah (1985, from James' Riff Tapes) – 0:53
12. Leper Messiah (1985, from James' Riff Tapes II) – 0:54
13. Orion (1985, from James' Riff Tapes) – 1:15
14. Damage, Inc. (1985, from James' Riff Tapes) – 1:54
15. Disposable Heroes (May 1985, Writing in Progress) – 4:11
16. Battery (May 1985, Writing in Progress) – 6:26
17. Welcome Home (Sanitarium) (May 1985, Writing in Progress) – 6:16
18. Disposable Heroes (May 1985, Writing in Progress II) – 5:40
19. Battery (Early June 1985 Demo) – 4:41
20. Disposable Heroes (Early June 1985 Demo) – 8:38
21. Welcome Home (Sanitarium) (Early June 1985 Demo) – 5:05
22. Master of Puppets (Mid-June 1985, Writing in Progress) – 1:31
23. Master of Puppets (Mid-June 1985, Writing in Progress II) – 12:08
24. Master of Puppets (Mid-June 1985 Demo) – 8:44

- CD 2

1. Disposable Heroes (Late June 1985 Demo) – 8:59
2. Battery (Late June 1985 Demo) – 4:42
3. Welcome Home (Sanitarium) (Late June 1985 Demo) – 9:00
4. Master of Puppets (Late June 1985 Demo) – 8:19
5. Damage, Inc. (Late August 1985, Writing in Progress) – 2:40
6. Leper Messiah (Late August 1985 Demo) – 5:34
7. Damage, Inc. (Late August 1985 Demo) – 4:35
8. Leper Messiah (Late August 1985 Demo II) – 5:55
9. Orion (September 1985 Drum Room Demo) – 8:17
10. The Thing That Should Not Be (September 1985, Writing in Progress) – 4:18
11. The Thing That Should Not Be (September 1985 Drum Room Demo) – 6:21
12. The Money Will Roll Right In (September 1985 Drum Room Jam) – 2:50
13. The Prince (September 1985 Drum Room Jam) – 4:58
14. Welcome Home (Sanitarium) (Late 1985 Guitar Solo Outtakes) – 1:23
15. Orion (Late 1985 Guitar Solo Outtakes) – 0:54
16. Orion (Late 1985, Kirk & Lars in the Control Room) – 1:02

CD – Live at The Meadowlands, East Rutherford, NJ - April 21st, 1986
1. The Ecstasy of Gold – 1:35
2. Battery – 4:40
3. Master of Puppets – 8:42
4. For Whom the Bell Tolls – 4:24
5. Ride the Lightning – 6:33
6. Welcome Home (Sanitarium) – 5:41
7. Seek & Destroy – 3:50
8. Creeping Death – 6:47
9. Am I Evil? – 4:13
10. Damage, Inc. – 5:05

CD – Live at Hampton Coliseum, Hampton, VA - August 3rd, 1986
1. Battery – 4:26
2. Master of Puppets – 7:59
3. For Whom the Bell Tolls – 5:10
4. Bass Solo – 0:59
5. Welcome Home (Sanitarium) – 9:26
6. Seek & Destroy – 7:50
7. Creeping Death – 8:20
8. Am I Evil? – 3:46
9. Damage, Inc. – 5:56

CD – Jason's Audition & Live at The Country Club, Reseda, CA - November 8th, 1986
1. Master of Puppets (First Audition) – 7:36
2. Battery (First Audition) – 4:13
3. Seek & Destroy (Second Audition) – 6:11
4. Creeping Death (Second Audition) – 5:38
5. Fight Fire with Fire (Second Audition) – 4:03
6. Master of Puppets (Live) – 7:51
7. For Whom the Bell Tolls (Live) – 4:50
8. Welcome Home (Sanitarium) (Live) – 6:04
9. Ride the Lightning (Live) – 6:21
10. Guitar Solo (Live) – 2:30
11. Whiplash (Live) – 4:08
12. Seek & Destroy (Live) – 6:34
13. The Four Horsemen (Live) – 5:03
14. Am I Evil? (Live) – 3:45
15. Damage, Inc. (Live) – 4:39

CD – Live at Grugahalle, Essen, West Germany - January 25th, 1987
1. Master of Puppets – 4:46
2. For Whom the Bell Tolls – 4:30
3. Welcome Home (Sanitarium) – 5:49
4. Ride the Lightning – 6:25
5. Bass Solo – 5:06
6. Whiplash – 4:00
7. The Thing That Should Not Be – 5:42
8. Creeping Death – 7:42
9. The Four Horsemen – 4:59
10. Guitar Solo – 2:47
11. Am I Evil? – 3:41
12. Damage, Inc. – 5:10
13. Blitzkrieg – 4:25

MC – Live at Solnahallen, Stoccolma, Sweden - September 26th, 1986
- Lato A

1. The Ecstasy of Gold – 1:42
2. Battery – 4:27
3. Master of Puppets – 7:40
4. For Whom the Bell Tolls – 4:20
5. Welcome Home (Sanitarium) – 5:52
6. Ride the Lightning – 6:12
7. (Anesthesia) - Pulling Teeth – 5:11
8. Whiplash – 3:45
9. The Thing That Should Not Be – 5:58

- Lato B

1. Fade to Black – 6:43
2. Seek & Destroy – 6:48
3. Creeping Death – 7:00
4. The Four Horsemen – 4:47
5. Guitar Solo – 1:06
6. Am I Evil? – 3:35
7. Damage, Inc. – 4:36
8. Blitzkrieg – 4:05
9. Fight Fire with Fire – 4:41

DVD – Live & Interview DVDs
- DVD 1
  - Live at Joe Louis Arena, Detroit, MI - April 4th, 1986

1. Master of Puppets – 5:57
2. For Whom the Bell Tolls – 4:08
3. Ride the Lightning – 7:05
4. Welcome Home (Sanitarium) – 10:28
5. Seek & Destroy – 6:51
6. Creeping Death – 7:59
7. Am I Evil? – 3:56
8. Damage, Inc. – 5:36

- - Live at Roskilde Festival, Festivalpladsen, Roskilde, Denmark - July 6th, 1986

1. The Ecstasy of Gold – 1:43
2. Battery – 4:37
3. Master of Puppets – 8:24
4. For Whom the Bell Tolls – 4:12
5. Welcome Home (Sanitarium) – 6:20
6. (Anesthesia) - Pulling Teeth – 3:25
7. The Four Horsemen – 4:59
8. Fade to Black – 7:25
9. Seek & Destroy – 3:12
10. Creeping Death – 6:07
11. Am I Evil? – 2:09
12. Damage, Inc. – 5:26
13. Whiplash – 4:07

- - MTV Heavy Metal Mania

1. Part I – 19:03
2. Part II – 14:16
3. Part III – 18:16

- DVD 2
  - Live at Aichi Kinro Kaikan, Nagoya, Japan - November 17th, 1986

1. Battery – 4:32
2. Master of Puppets – 8:10
3. For Whom the Bell Tolls – 4:18
4. Welcome Home (Sanitarium) – 5:58
5. Ride the Lightning – 6:20
6. Bass Solo – 3:30
7. Whiplash – 3:57
8. The Thing That Should Not Be – 6:18
9. Fade to Black – 7:17
10. Seek & Destroy – 6:02
11. Creeping Death – 8:14
12. The Four Horsemen – 4:31
13. Guitar Solo – 4:09
14. Am I Evil? – 3:48
15. Damage, Inc. – 5:06
16. Fight Fire with Fire – 6:05

- - Masa Ito Interview

1. Excerpt from "Music Tomato World" – 8:13

- - MTV News Interviews

1. James & Kirk – 8:34
2. Lars & Jason - Part 1 – 17:09
3. Lars & Jason - Part 2 – 14:15

## Formazione
Hanno partecipato alle registrazioni, secondo le note di copertina:
Gruppo
- James Hetfield – voce, chitarra ritmica, primo assolo di chitarra (traccia 2), secondo assolo di chitarra (traccia 7)
- Kirk Hammett – chitarra solista
- Cliff Burton – basso, cori
- Lars Ulrich – batteria

Produzione
- Metallica – produzione, direzione artistica
- Flemming Rasmussen – produzione, ingegneria del suono
- Michael Wagener – missaggio (Amigo Studios)
- Mark Wilzcak – assistenza al missaggio (Amigo Studios)
- George Marino – mastering (Sterling Sound)
- Peter Mensch – direzione artistica
- Don Brautigam – illustrazione copertina
- Ross Halfin – fotografia
- Rich Likong – fotografia
- Rob Ellis – fotografia

## Classifiche

### Classifiche settimanali
| Classifica (1986-2023) | Posizione massima |
| ---------------------- | ----------------- |
| Australia              | 33                |
| Croazia                | 6                 |
| Finlandia              | 7                 |
| Islanda                | 28                |
| Messico                | 66                |
| Polonia                | 6                 |
| Regno Unito            | 41                |
| Stati Uniti            | 29                |
| Ungheria               | 24                |

### Classifiche di fine anno
| Classifica (2020) | Posizione |
| ----------------- | --------- |
| Polonia           | 37        |
| Classifica (2021) | Posizione |
| Polonia           | 42        |